# Senotainia nitidula
Senotainia nitidula är en tvåvingeart som först beskrevs av Jacques-Marie-Frangile Bigot 1881.  Senotainia nitidula ingår i släktet Senotainia och familjen köttflugor.
Artens utbredningsområde är Frankrike. Inga underarter finns listade i Catalogue of Life.